# Адолф Андерсен
Карл Ернст Адолф Андерсен (на немски: Karl Ernst Adolf Anderssen) е германски шахматист, един от най-известните и титулувани майстори на 19 век. Той има дълга шахматна кариера, като на периоди е считан за водещия шахматист в света. Прочут е със своя комбинационен талант и блестяща игра.

## Ранни години
Андерсен е роден през 1818 г. в Бреслау, в пруската провинция Силезия. Той живее в родния си град през по-голямата част от живота си. Не се е женил никога, съжителства с овдовялата си майка и неомъжената си сестра. Завършва гимназия в Бреслау, след това в университета в родния си град изучава математика и философия. След като завършва, на 29 години той става асистент, а по-късно и професор по математика във Friedrichs-Gymnasium. Андерсен живее спокойния, уравновесен, заседнал живот на средната класа в града. Макар че професията му е преподавател по математика, неговото хоби и страст е шахматът.
Андерсен се учи да играе шах от баща си, когато е на девет години. Неговата шахматна кариера се развива бавно, той не е шахматно чудо, в гимназията и университета все още не може да победи по-добрите немски майстори. За първи път става известен с публикацията на шахматни задачи – Aufgaben fuer Schachspieler през 1842 г. По-късно през 1846 г. той става редактор на списанието Schachzeitung.

## Лондон 1851
През 1848 г. Андерсен играе мач с професионалния шахматист Даниел Хорвиц, с когото завършва наравно. На базата на този мач и добрата си шахматна репутация Андерсен е поканен като представител на немския шахмат на първия в света международен турнир в Лондон 1851 г. Разходите по пътуването и престоя в Лондон се оказват съществени за ограничените средства, с които той разполага. Хауърд Стаунтон предлага на Андерсен да плати разходите ако трябва от джоба си, в случай че последния не успее да завоюва парична награда от турнира. Това е щедро предложение и Андерсен го приема. В Лондон той побеждава Лионел Кизерицки, Йозеф Сен, самия Стаунтон и Мамадюк Уивил и за всеобща изненада печели турнира.
Андерсен се прославя също и с две от своите неофициални партии. В тях той побеждава с блестящи комбинации, включващи тежки жертви на фигури. Първата, наречена Безсмъртната партия, с белите срещу Лионел Кизерицки през 1851 г. той жертва офицер, два топа и накрая дамата. Във втората, също много красива партия, играна в Берлин през 1852 г. с белите срещу Дюфрен жертвите са по-умерени, но все пак повече от дама и лека фигура.
В следващите няколко години той е смятан от мнозина за най-добрия играч в света, но след завършване на турнира е принуден да се върне към преподавателската професия от финансови съображения. През 1858 г. Андерсен среща американската звезда Пол Морфи в един мач в Париж, където губи с две победи срещу седем за Морфи и два равни. В този мач Андерсен използва шахматен дебют с 1. а2-а3, наречен по-късно на негово име. Този дебют обаче никога не е бил популярен в сериозни състезания.

## Лондон 1862
Три години след загубата от Морфи Андерсен печели турнира в Лондон 1862. Това е първият международен турнир по система „всеки срещу всеки“. От 13 срещи той има 12 победи и единствена загуба от Джон Оуен. По това време Морфи вече се е оттеглил от шахмата.
През 1866 г. Андерсен играе мач срещу 30-годишния Вилхелм Щайниц, като губи с 6:8. По време на мача възникват някои нови идеи в областта на шахматната стратегия. Съвременни коментатори смятат, че с този мач Щайниц става световен шампион, но по онова време нито играчите, нито някой от съвременниците е излизал с такава декларация. По-късно Андерсен губи втори мач срещу Щайниц.

## Баден-Баден 1870
Най-големия си успех Андерсен постига по-късно в своя живот като печели турнира в Баден-Баден 1870 г. Това е най-силният турнир в историята на шахмата дотогава. Андерсен завършва първи пред стария си противник Щайниц, както и пред силни шахматисти като Нойман и Блекбърн.
На 59-годишна възраст Андерсен постига своя последен голям успех – второ място на турнира в Лайпциг. Две години по-късно той умира.
Вестник Deutsche Schachzeitung отбелязва смъртта му с некролог от деветнадесет страници.

## Творчество
|   | a | b | c | d | e | f | g | h |   |
| 8 | бял офицер на черно поле d8 · бял офицер на бяло поле e8 · бял цар на черно поле h8 · черна пешка на бяло поле h7 · черен цар на черно поле h6 · бяла пешка на бяло поле f3 · черна пешка на бяло поле h3 · бяла пешка на черно поле h2 | бял офицер на черно поле d8 · бял офицер на бяло поле e8 · бял цар на черно поле h8 · черна пешка на бяло поле h7 · черен цар на черно поле h6 · бяла пешка на бяло поле f3 · черна пешка на бяло поле h3 · бяла пешка на черно поле h2 | бял офицер на черно поле d8 · бял офицер на бяло поле e8 · бял цар на черно поле h8 · черна пешка на бяло поле h7 · черен цар на черно поле h6 · бяла пешка на бяло поле f3 · черна пешка на бяло поле h3 · бяла пешка на черно поле h2 | бял офицер на черно поле d8 · бял офицер на бяло поле e8 · бял цар на черно поле h8 · черна пешка на бяло поле h7 · черен цар на черно поле h6 · бяла пешка на бяло поле f3 · черна пешка на бяло поле h3 · бяла пешка на черно поле h2 | бял офицер на черно поле d8 · бял офицер на бяло поле e8 · бял цар на черно поле h8 · черна пешка на бяло поле h7 · черен цар на черно поле h6 · бяла пешка на бяло поле f3 · черна пешка на бяло поле h3 · бяла пешка на черно поле h2 | бял офицер на черно поле d8 · бял офицер на бяло поле e8 · бял цар на черно поле h8 · черна пешка на бяло поле h7 · черен цар на черно поле h6 · бяла пешка на бяло поле f3 · черна пешка на бяло поле h3 · бяла пешка на черно поле h2 | бял офицер на черно поле d8 · бял офицер на бяло поле e8 · бял цар на черно поле h8 · черна пешка на бяло поле h7 · черен цар на черно поле h6 · бяла пешка на бяло поле f3 · черна пешка на бяло поле h3 · бяла пешка на черно поле h2 | бял офицер на черно поле d8 · бял офицер на бяло поле e8 · бял цар на черно поле h8 · черна пешка на бяло поле h7 · черен цар на черно поле h6 · бяла пешка на бяло поле f3 · черна пешка на бяло поле h3 · бяла пешка на черно поле h2 | 8 |
| 7 | бял офицер на черно поле d8 · бял офицер на бяло поле e8 · бял цар на черно поле h8 · черна пешка на бяло поле h7 · черен цар на черно поле h6 · бяла пешка на бяло поле f3 · черна пешка на бяло поле h3 · бяла пешка на черно поле h2 | бял офицер на черно поле d8 · бял офицер на бяло поле e8 · бял цар на черно поле h8 · черна пешка на бяло поле h7 · черен цар на черно поле h6 · бяла пешка на бяло поле f3 · черна пешка на бяло поле h3 · бяла пешка на черно поле h2 | бял офицер на черно поле d8 · бял офицер на бяло поле e8 · бял цар на черно поле h8 · черна пешка на бяло поле h7 · черен цар на черно поле h6 · бяла пешка на бяло поле f3 · черна пешка на бяло поле h3 · бяла пешка на черно поле h2 | бял офицер на черно поле d8 · бял офицер на бяло поле e8 · бял цар на черно поле h8 · черна пешка на бяло поле h7 · черен цар на черно поле h6 · бяла пешка на бяло поле f3 · черна пешка на бяло поле h3 · бяла пешка на черно поле h2 | бял офицер на черно поле d8 · бял офицер на бяло поле e8 · бял цар на черно поле h8 · черна пешка на бяло поле h7 · черен цар на черно поле h6 · бяла пешка на бяло поле f3 · черна пешка на бяло поле h3 · бяла пешка на черно поле h2 | бял офицер на черно поле d8 · бял офицер на бяло поле e8 · бял цар на черно поле h8 · черна пешка на бяло поле h7 · черен цар на черно поле h6 · бяла пешка на бяло поле f3 · черна пешка на бяло поле h3 · бяла пешка на черно поле h2 | бял офицер на черно поле d8 · бял офицер на бяло поле e8 · бял цар на черно поле h8 · черна пешка на бяло поле h7 · черен цар на черно поле h6 · бяла пешка на бяло поле f3 · черна пешка на бяло поле h3 · бяла пешка на черно поле h2 | бял офицер на черно поле d8 · бял офицер на бяло поле e8 · бял цар на черно поле h8 · черна пешка на бяло поле h7 · черен цар на черно поле h6 · бяла пешка на бяло поле f3 · черна пешка на бяло поле h3 · бяла пешка на черно поле h2 | 7 |
| 6 | бял офицер на черно поле d8 · бял офицер на бяло поле e8 · бял цар на черно поле h8 · черна пешка на бяло поле h7 · черен цар на черно поле h6 · бяла пешка на бяло поле f3 · черна пешка на бяло поле h3 · бяла пешка на черно поле h2 | бял офицер на черно поле d8 · бял офицер на бяло поле e8 · бял цар на черно поле h8 · черна пешка на бяло поле h7 · черен цар на черно поле h6 · бяла пешка на бяло поле f3 · черна пешка на бяло поле h3 · бяла пешка на черно поле h2 | бял офицер на черно поле d8 · бял офицер на бяло поле e8 · бял цар на черно поле h8 · черна пешка на бяло поле h7 · черен цар на черно поле h6 · бяла пешка на бяло поле f3 · черна пешка на бяло поле h3 · бяла пешка на черно поле h2 | бял офицер на черно поле d8 · бял офицер на бяло поле e8 · бял цар на черно поле h8 · черна пешка на бяло поле h7 · черен цар на черно поле h6 · бяла пешка на бяло поле f3 · черна пешка на бяло поле h3 · бяла пешка на черно поле h2 | бял офицер на черно поле d8 · бял офицер на бяло поле e8 · бял цар на черно поле h8 · черна пешка на бяло поле h7 · черен цар на черно поле h6 · бяла пешка на бяло поле f3 · черна пешка на бяло поле h3 · бяла пешка на черно поле h2 | бял офицер на черно поле d8 · бял офицер на бяло поле e8 · бял цар на черно поле h8 · черна пешка на бяло поле h7 · черен цар на черно поле h6 · бяла пешка на бяло поле f3 · черна пешка на бяло поле h3 · бяла пешка на черно поле h2 | бял офицер на черно поле d8 · бял офицер на бяло поле e8 · бял цар на черно поле h8 · черна пешка на бяло поле h7 · черен цар на черно поле h6 · бяла пешка на бяло поле f3 · черна пешка на бяло поле h3 · бяла пешка на черно поле h2 | бял офицер на черно поле d8 · бял офицер на бяло поле e8 · бял цар на черно поле h8 · черна пешка на бяло поле h7 · черен цар на черно поле h6 · бяла пешка на бяло поле f3 · черна пешка на бяло поле h3 · бяла пешка на черно поле h2 | 6 |
| 5 | бял офицер на черно поле d8 · бял офицер на бяло поле e8 · бял цар на черно поле h8 · черна пешка на бяло поле h7 · черен цар на черно поле h6 · бяла пешка на бяло поле f3 · черна пешка на бяло поле h3 · бяла пешка на черно поле h2 | бял офицер на черно поле d8 · бял офицер на бяло поле e8 · бял цар на черно поле h8 · черна пешка на бяло поле h7 · черен цар на черно поле h6 · бяла пешка на бяло поле f3 · черна пешка на бяло поле h3 · бяла пешка на черно поле h2 | бял офицер на черно поле d8 · бял офицер на бяло поле e8 · бял цар на черно поле h8 · черна пешка на бяло поле h7 · черен цар на черно поле h6 · бяла пешка на бяло поле f3 · черна пешка на бяло поле h3 · бяла пешка на черно поле h2 | бял офицер на черно поле d8 · бял офицер на бяло поле e8 · бял цар на черно поле h8 · черна пешка на бяло поле h7 · черен цар на черно поле h6 · бяла пешка на бяло поле f3 · черна пешка на бяло поле h3 · бяла пешка на черно поле h2 | бял офицер на черно поле d8 · бял офицер на бяло поле e8 · бял цар на черно поле h8 · черна пешка на бяло поле h7 · черен цар на черно поле h6 · бяла пешка на бяло поле f3 · черна пешка на бяло поле h3 · бяла пешка на черно поле h2 | бял офицер на черно поле d8 · бял офицер на бяло поле e8 · бял цар на черно поле h8 · черна пешка на бяло поле h7 · черен цар на черно поле h6 · бяла пешка на бяло поле f3 · черна пешка на бяло поле h3 · бяла пешка на черно поле h2 | бял офицер на черно поле d8 · бял офицер на бяло поле e8 · бял цар на черно поле h8 · черна пешка на бяло поле h7 · черен цар на черно поле h6 · бяла пешка на бяло поле f3 · черна пешка на бяло поле h3 · бяла пешка на черно поле h2 | бял офицер на черно поле d8 · бял офицер на бяло поле e8 · бял цар на черно поле h8 · черна пешка на бяло поле h7 · черен цар на черно поле h6 · бяла пешка на бяло поле f3 · черна пешка на бяло поле h3 · бяла пешка на черно поле h2 | 5 |
| 4 | бял офицер на черно поле d8 · бял офицер на бяло поле e8 · бял цар на черно поле h8 · черна пешка на бяло поле h7 · черен цар на черно поле h6 · бяла пешка на бяло поле f3 · черна пешка на бяло поле h3 · бяла пешка на черно поле h2 | бял офицер на черно поле d8 · бял офицер на бяло поле e8 · бял цар на черно поле h8 · черна пешка на бяло поле h7 · черен цар на черно поле h6 · бяла пешка на бяло поле f3 · черна пешка на бяло поле h3 · бяла пешка на черно поле h2 | бял офицер на черно поле d8 · бял офицер на бяло поле e8 · бял цар на черно поле h8 · черна пешка на бяло поле h7 · черен цар на черно поле h6 · бяла пешка на бяло поле f3 · черна пешка на бяло поле h3 · бяла пешка на черно поле h2 | бял офицер на черно поле d8 · бял офицер на бяло поле e8 · бял цар на черно поле h8 · черна пешка на бяло поле h7 · черен цар на черно поле h6 · бяла пешка на бяло поле f3 · черна пешка на бяло поле h3 · бяла пешка на черно поле h2 | бял офицер на черно поле d8 · бял офицер на бяло поле e8 · бял цар на черно поле h8 · черна пешка на бяло поле h7 · черен цар на черно поле h6 · бяла пешка на бяло поле f3 · черна пешка на бяло поле h3 · бяла пешка на черно поле h2 | бял офицер на черно поле d8 · бял офицер на бяло поле e8 · бял цар на черно поле h8 · черна пешка на бяло поле h7 · черен цар на черно поле h6 · бяла пешка на бяло поле f3 · черна пешка на бяло поле h3 · бяла пешка на черно поле h2 | бял офицер на черно поле d8 · бял офицер на бяло поле e8 · бял цар на черно поле h8 · черна пешка на бяло поле h7 · черен цар на черно поле h6 · бяла пешка на бяло поле f3 · черна пешка на бяло поле h3 · бяла пешка на черно поле h2 | бял офицер на черно поле d8 · бял офицер на бяло поле e8 · бял цар на черно поле h8 · черна пешка на бяло поле h7 · черен цар на черно поле h6 · бяла пешка на бяло поле f3 · черна пешка на бяло поле h3 · бяла пешка на черно поле h2 | 4 |
| 3 | бял офицер на черно поле d8 · бял офицер на бяло поле e8 · бял цар на черно поле h8 · черна пешка на бяло поле h7 · черен цар на черно поле h6 · бяла пешка на бяло поле f3 · черна пешка на бяло поле h3 · бяла пешка на черно поле h2 | бял офицер на черно поле d8 · бял офицер на бяло поле e8 · бял цар на черно поле h8 · черна пешка на бяло поле h7 · черен цар на черно поле h6 · бяла пешка на бяло поле f3 · черна пешка на бяло поле h3 · бяла пешка на черно поле h2 | бял офицер на черно поле d8 · бял офицер на бяло поле e8 · бял цар на черно поле h8 · черна пешка на бяло поле h7 · черен цар на черно поле h6 · бяла пешка на бяло поле f3 · черна пешка на бяло поле h3 · бяла пешка на черно поле h2 | бял офицер на черно поле d8 · бял офицер на бяло поле e8 · бял цар на черно поле h8 · черна пешка на бяло поле h7 · черен цар на черно поле h6 · бяла пешка на бяло поле f3 · черна пешка на бяло поле h3 · бяла пешка на черно поле h2 | бял офицер на черно поле d8 · бял офицер на бяло поле e8 · бял цар на черно поле h8 · черна пешка на бяло поле h7 · черен цар на черно поле h6 · бяла пешка на бяло поле f3 · черна пешка на бяло поле h3 · бяла пешка на черно поле h2 | бял офицер на черно поле d8 · бял офицер на бяло поле e8 · бял цар на черно поле h8 · черна пешка на бяло поле h7 · черен цар на черно поле h6 · бяла пешка на бяло поле f3 · черна пешка на бяло поле h3 · бяла пешка на черно поле h2 | бял офицер на черно поле d8 · бял офицер на бяло поле e8 · бял цар на черно поле h8 · черна пешка на бяло поле h7 · черен цар на черно поле h6 · бяла пешка на бяло поле f3 · черна пешка на бяло поле h3 · бяла пешка на черно поле h2 | бял офицер на черно поле d8 · бял офицер на бяло поле e8 · бял цар на черно поле h8 · черна пешка на бяло поле h7 · черен цар на черно поле h6 · бяла пешка на бяло поле f3 · черна пешка на бяло поле h3 · бяла пешка на черно поле h2 | 3 |
| 2 | бял офицер на черно поле d8 · бял офицер на бяло поле e8 · бял цар на черно поле h8 · черна пешка на бяло поле h7 · черен цар на черно поле h6 · бяла пешка на бяло поле f3 · черна пешка на бяло поле h3 · бяла пешка на черно поле h2 | бял офицер на черно поле d8 · бял офицер на бяло поле e8 · бял цар на черно поле h8 · черна пешка на бяло поле h7 · черен цар на черно поле h6 · бяла пешка на бяло поле f3 · черна пешка на бяло поле h3 · бяла пешка на черно поле h2 | бял офицер на черно поле d8 · бял офицер на бяло поле e8 · бял цар на черно поле h8 · черна пешка на бяло поле h7 · черен цар на черно поле h6 · бяла пешка на бяло поле f3 · черна пешка на бяло поле h3 · бяла пешка на черно поле h2 | бял офицер на черно поле d8 · бял офицер на бяло поле e8 · бял цар на черно поле h8 · черна пешка на бяло поле h7 · черен цар на черно поле h6 · бяла пешка на бяло поле f3 · черна пешка на бяло поле h3 · бяла пешка на черно поле h2 | бял офицер на черно поле d8 · бял офицер на бяло поле e8 · бял цар на черно поле h8 · черна пешка на бяло поле h7 · черен цар на черно поле h6 · бяла пешка на бяло поле f3 · черна пешка на бяло поле h3 · бяла пешка на черно поле h2 | бял офицер на черно поле d8 · бял офицер на бяло поле e8 · бял цар на черно поле h8 · черна пешка на бяло поле h7 · черен цар на черно поле h6 · бяла пешка на бяло поле f3 · черна пешка на бяло поле h3 · бяла пешка на черно поле h2 | бял офицер на черно поле d8 · бял офицер на бяло поле e8 · бял цар на черно поле h8 · черна пешка на бяло поле h7 · черен цар на черно поле h6 · бяла пешка на бяло поле f3 · черна пешка на бяло поле h3 · бяла пешка на черно поле h2 | бял офицер на черно поле d8 · бял офицер на бяло поле e8 · бял цар на черно поле h8 · черна пешка на бяло поле h7 · черен цар на черно поле h6 · бяла пешка на бяло поле f3 · черна пешка на бяло поле h3 · бяла пешка на черно поле h2 | 2 |
| 1 | бял офицер на черно поле d8 · бял офицер на бяло поле e8 · бял цар на черно поле h8 · черна пешка на бяло поле h7 · черен цар на черно поле h6 · бяла пешка на бяло поле f3 · черна пешка на бяло поле h3 · бяла пешка на черно поле h2 | бял офицер на черно поле d8 · бял офицер на бяло поле e8 · бял цар на черно поле h8 · черна пешка на бяло поле h7 · черен цар на черно поле h6 · бяла пешка на бяло поле f3 · черна пешка на бяло поле h3 · бяла пешка на черно поле h2 | бял офицер на черно поле d8 · бял офицер на бяло поле e8 · бял цар на черно поле h8 · черна пешка на бяло поле h7 · черен цар на черно поле h6 · бяла пешка на бяло поле f3 · черна пешка на бяло поле h3 · бяла пешка на черно поле h2 | бял офицер на черно поле d8 · бял офицер на бяло поле e8 · бял цар на черно поле h8 · черна пешка на бяло поле h7 · черен цар на черно поле h6 · бяла пешка на бяло поле f3 · черна пешка на бяло поле h3 · бяла пешка на черно поле h2 | бял офицер на черно поле d8 · бял офицер на бяло поле e8 · бял цар на черно поле h8 · черна пешка на бяло поле h7 · черен цар на черно поле h6 · бяла пешка на бяло поле f3 · черна пешка на бяло поле h3 · бяла пешка на черно поле h2 | бял офицер на черно поле d8 · бял офицер на бяло поле e8 · бял цар на черно поле h8 · черна пешка на бяло поле h7 · черен цар на черно поле h6 · бяла пешка на бяло поле f3 · черна пешка на бяло поле h3 · бяла пешка на черно поле h2 | бял офицер на черно поле d8 · бял офицер на бяло поле e8 · бял цар на черно поле h8 · черна пешка на бяло поле h7 · черен цар на черно поле h6 · бяла пешка на бяло поле f3 · черна пешка на бяло поле h3 · бяла пешка на черно поле h2 | бял офицер на черно поле d8 · бял офицер на бяло поле e8 · бял цар на черно поле h8 · черна пешка на бяло поле h7 · черен цар на черно поле h6 · бяла пешка на бяло поле f3 · черна пешка на бяло поле h3 · бяла пешка на черно поле h2 | 1 |
|   | a | b | c | d | e | f | g | h |   |

|   | a | b | c | d | e | f | g | h |   |
| 8 | бял топ на черно поле b8 · бял топ на черно поле d8 · черен кон на бяло поле e8 · бял цар на черно поле e7 · черна пешка на бяло поле a6 · черен цар на черно поле a5 · черен офицер на бяло поле b5 · черен кон на черно поле g5 · черна пешка на бяло поле g4 · бяла пешка на черно поле a3 · бяла пешка на бяло поле b3 · черна пешка на черно поле d2 · черна пешка на бяло поле e2 · черна пешка на черно поле f2 · бяла дама на бяло поле b1 | бял топ на черно поле b8 · бял топ на черно поле d8 · черен кон на бяло поле e8 · бял цар на черно поле e7 · черна пешка на бяло поле a6 · черен цар на черно поле a5 · черен офицер на бяло поле b5 · черен кон на черно поле g5 · черна пешка на бяло поле g4 · бяла пешка на черно поле a3 · бяла пешка на бяло поле b3 · черна пешка на черно поле d2 · черна пешка на бяло поле e2 · черна пешка на черно поле f2 · бяла дама на бяло поле b1 | бял топ на черно поле b8 · бял топ на черно поле d8 · черен кон на бяло поле e8 · бял цар на черно поле e7 · черна пешка на бяло поле a6 · черен цар на черно поле a5 · черен офицер на бяло поле b5 · черен кон на черно поле g5 · черна пешка на бяло поле g4 · бяла пешка на черно поле a3 · бяла пешка на бяло поле b3 · черна пешка на черно поле d2 · черна пешка на бяло поле e2 · черна пешка на черно поле f2 · бяла дама на бяло поле b1 | бял топ на черно поле b8 · бял топ на черно поле d8 · черен кон на бяло поле e8 · бял цар на черно поле e7 · черна пешка на бяло поле a6 · черен цар на черно поле a5 · черен офицер на бяло поле b5 · черен кон на черно поле g5 · черна пешка на бяло поле g4 · бяла пешка на черно поле a3 · бяла пешка на бяло поле b3 · черна пешка на черно поле d2 · черна пешка на бяло поле e2 · черна пешка на черно поле f2 · бяла дама на бяло поле b1 | бял топ на черно поле b8 · бял топ на черно поле d8 · черен кон на бяло поле e8 · бял цар на черно поле e7 · черна пешка на бяло поле a6 · черен цар на черно поле a5 · черен офицер на бяло поле b5 · черен кон на черно поле g5 · черна пешка на бяло поле g4 · бяла пешка на черно поле a3 · бяла пешка на бяло поле b3 · черна пешка на черно поле d2 · черна пешка на бяло поле e2 · черна пешка на черно поле f2 · бяла дама на бяло поле b1 | бял топ на черно поле b8 · бял топ на черно поле d8 · черен кон на бяло поле e8 · бял цар на черно поле e7 · черна пешка на бяло поле a6 · черен цар на черно поле a5 · черен офицер на бяло поле b5 · черен кон на черно поле g5 · черна пешка на бяло поле g4 · бяла пешка на черно поле a3 · бяла пешка на бяло поле b3 · черна пешка на черно поле d2 · черна пешка на бяло поле e2 · черна пешка на черно поле f2 · бяла дама на бяло поле b1 | бял топ на черно поле b8 · бял топ на черно поле d8 · черен кон на бяло поле e8 · бял цар на черно поле e7 · черна пешка на бяло поле a6 · черен цар на черно поле a5 · черен офицер на бяло поле b5 · черен кон на черно поле g5 · черна пешка на бяло поле g4 · бяла пешка на черно поле a3 · бяла пешка на бяло поле b3 · черна пешка на черно поле d2 · черна пешка на бяло поле e2 · черна пешка на черно поле f2 · бяла дама на бяло поле b1 | бял топ на черно поле b8 · бял топ на черно поле d8 · черен кон на бяло поле e8 · бял цар на черно поле e7 · черна пешка на бяло поле a6 · черен цар на черно поле a5 · черен офицер на бяло поле b5 · черен кон на черно поле g5 · черна пешка на бяло поле g4 · бяла пешка на черно поле a3 · бяла пешка на бяло поле b3 · черна пешка на черно поле d2 · черна пешка на бяло поле e2 · черна пешка на черно поле f2 · бяла дама на бяло поле b1 | 8 |
| 7 | бял топ на черно поле b8 · бял топ на черно поле d8 · черен кон на бяло поле e8 · бял цар на черно поле e7 · черна пешка на бяло поле a6 · черен цар на черно поле a5 · черен офицер на бяло поле b5 · черен кон на черно поле g5 · черна пешка на бяло поле g4 · бяла пешка на черно поле a3 · бяла пешка на бяло поле b3 · черна пешка на черно поле d2 · черна пешка на бяло поле e2 · черна пешка на черно поле f2 · бяла дама на бяло поле b1 | бял топ на черно поле b8 · бял топ на черно поле d8 · черен кон на бяло поле e8 · бял цар на черно поле e7 · черна пешка на бяло поле a6 · черен цар на черно поле a5 · черен офицер на бяло поле b5 · черен кон на черно поле g5 · черна пешка на бяло поле g4 · бяла пешка на черно поле a3 · бяла пешка на бяло поле b3 · черна пешка на черно поле d2 · черна пешка на бяло поле e2 · черна пешка на черно поле f2 · бяла дама на бяло поле b1 | бял топ на черно поле b8 · бял топ на черно поле d8 · черен кон на бяло поле e8 · бял цар на черно поле e7 · черна пешка на бяло поле a6 · черен цар на черно поле a5 · черен офицер на бяло поле b5 · черен кон на черно поле g5 · черна пешка на бяло поле g4 · бяла пешка на черно поле a3 · бяла пешка на бяло поле b3 · черна пешка на черно поле d2 · черна пешка на бяло поле e2 · черна пешка на черно поле f2 · бяла дама на бяло поле b1 | бял топ на черно поле b8 · бял топ на черно поле d8 · черен кон на бяло поле e8 · бял цар на черно поле e7 · черна пешка на бяло поле a6 · черен цар на черно поле a5 · черен офицер на бяло поле b5 · черен кон на черно поле g5 · черна пешка на бяло поле g4 · бяла пешка на черно поле a3 · бяла пешка на бяло поле b3 · черна пешка на черно поле d2 · черна пешка на бяло поле e2 · черна пешка на черно поле f2 · бяла дама на бяло поле b1 | бял топ на черно поле b8 · бял топ на черно поле d8 · черен кон на бяло поле e8 · бял цар на черно поле e7 · черна пешка на бяло поле a6 · черен цар на черно поле a5 · черен офицер на бяло поле b5 · черен кон на черно поле g5 · черна пешка на бяло поле g4 · бяла пешка на черно поле a3 · бяла пешка на бяло поле b3 · черна пешка на черно поле d2 · черна пешка на бяло поле e2 · черна пешка на черно поле f2 · бяла дама на бяло поле b1 | бял топ на черно поле b8 · бял топ на черно поле d8 · черен кон на бяло поле e8 · бял цар на черно поле e7 · черна пешка на бяло поле a6 · черен цар на черно поле a5 · черен офицер на бяло поле b5 · черен кон на черно поле g5 · черна пешка на бяло поле g4 · бяла пешка на черно поле a3 · бяла пешка на бяло поле b3 · черна пешка на черно поле d2 · черна пешка на бяло поле e2 · черна пешка на черно поле f2 · бяла дама на бяло поле b1 | бял топ на черно поле b8 · бял топ на черно поле d8 · черен кон на бяло поле e8 · бял цар на черно поле e7 · черна пешка на бяло поле a6 · черен цар на черно поле a5 · черен офицер на бяло поле b5 · черен кон на черно поле g5 · черна пешка на бяло поле g4 · бяла пешка на черно поле a3 · бяла пешка на бяло поле b3 · черна пешка на черно поле d2 · черна пешка на бяло поле e2 · черна пешка на черно поле f2 · бяла дама на бяло поле b1 | бял топ на черно поле b8 · бял топ на черно поле d8 · черен кон на бяло поле e8 · бял цар на черно поле e7 · черна пешка на бяло поле a6 · черен цар на черно поле a5 · черен офицер на бяло поле b5 · черен кон на черно поле g5 · черна пешка на бяло поле g4 · бяла пешка на черно поле a3 · бяла пешка на бяло поле b3 · черна пешка на черно поле d2 · черна пешка на бяло поле e2 · черна пешка на черно поле f2 · бяла дама на бяло поле b1 | 7 |
| 6 | бял топ на черно поле b8 · бял топ на черно поле d8 · черен кон на бяло поле e8 · бял цар на черно поле e7 · черна пешка на бяло поле a6 · черен цар на черно поле a5 · черен офицер на бяло поле b5 · черен кон на черно поле g5 · черна пешка на бяло поле g4 · бяла пешка на черно поле a3 · бяла пешка на бяло поле b3 · черна пешка на черно поле d2 · черна пешка на бяло поле e2 · черна пешка на черно поле f2 · бяла дама на бяло поле b1 | бял топ на черно поле b8 · бял топ на черно поле d8 · черен кон на бяло поле e8 · бял цар на черно поле e7 · черна пешка на бяло поле a6 · черен цар на черно поле a5 · черен офицер на бяло поле b5 · черен кон на черно поле g5 · черна пешка на бяло поле g4 · бяла пешка на черно поле a3 · бяла пешка на бяло поле b3 · черна пешка на черно поле d2 · черна пешка на бяло поле e2 · черна пешка на черно поле f2 · бяла дама на бяло поле b1 | бял топ на черно поле b8 · бял топ на черно поле d8 · черен кон на бяло поле e8 · бял цар на черно поле e7 · черна пешка на бяло поле a6 · черен цар на черно поле a5 · черен офицер на бяло поле b5 · черен кон на черно поле g5 · черна пешка на бяло поле g4 · бяла пешка на черно поле a3 · бяла пешка на бяло поле b3 · черна пешка на черно поле d2 · черна пешка на бяло поле e2 · черна пешка на черно поле f2 · бяла дама на бяло поле b1 | бял топ на черно поле b8 · бял топ на черно поле d8 · черен кон на бяло поле e8 · бял цар на черно поле e7 · черна пешка на бяло поле a6 · черен цар на черно поле a5 · черен офицер на бяло поле b5 · черен кон на черно поле g5 · черна пешка на бяло поле g4 · бяла пешка на черно поле a3 · бяла пешка на бяло поле b3 · черна пешка на черно поле d2 · черна пешка на бяло поле e2 · черна пешка на черно поле f2 · бяла дама на бяло поле b1 | бял топ на черно поле b8 · бял топ на черно поле d8 · черен кон на бяло поле e8 · бял цар на черно поле e7 · черна пешка на бяло поле a6 · черен цар на черно поле a5 · черен офицер на бяло поле b5 · черен кон на черно поле g5 · черна пешка на бяло поле g4 · бяла пешка на черно поле a3 · бяла пешка на бяло поле b3 · черна пешка на черно поле d2 · черна пешка на бяло поле e2 · черна пешка на черно поле f2 · бяла дама на бяло поле b1 | бял топ на черно поле b8 · бял топ на черно поле d8 · черен кон на бяло поле e8 · бял цар на черно поле e7 · черна пешка на бяло поле a6 · черен цар на черно поле a5 · черен офицер на бяло поле b5 · черен кон на черно поле g5 · черна пешка на бяло поле g4 · бяла пешка на черно поле a3 · бяла пешка на бяло поле b3 · черна пешка на черно поле d2 · черна пешка на бяло поле e2 · черна пешка на черно поле f2 · бяла дама на бяло поле b1 | бял топ на черно поле b8 · бял топ на черно поле d8 · черен кон на бяло поле e8 · бял цар на черно поле e7 · черна пешка на бяло поле a6 · черен цар на черно поле a5 · черен офицер на бяло поле b5 · черен кон на черно поле g5 · черна пешка на бяло поле g4 · бяла пешка на черно поле a3 · бяла пешка на бяло поле b3 · черна пешка на черно поле d2 · черна пешка на бяло поле e2 · черна пешка на черно поле f2 · бяла дама на бяло поле b1 | бял топ на черно поле b8 · бял топ на черно поле d8 · черен кон на бяло поле e8 · бял цар на черно поле e7 · черна пешка на бяло поле a6 · черен цар на черно поле a5 · черен офицер на бяло поле b5 · черен кон на черно поле g5 · черна пешка на бяло поле g4 · бяла пешка на черно поле a3 · бяла пешка на бяло поле b3 · черна пешка на черно поле d2 · черна пешка на бяло поле e2 · черна пешка на черно поле f2 · бяла дама на бяло поле b1 | 6 |
| 5 | бял топ на черно поле b8 · бял топ на черно поле d8 · черен кон на бяло поле e8 · бял цар на черно поле e7 · черна пешка на бяло поле a6 · черен цар на черно поле a5 · черен офицер на бяло поле b5 · черен кон на черно поле g5 · черна пешка на бяло поле g4 · бяла пешка на черно поле a3 · бяла пешка на бяло поле b3 · черна пешка на черно поле d2 · черна пешка на бяло поле e2 · черна пешка на черно поле f2 · бяла дама на бяло поле b1 | бял топ на черно поле b8 · бял топ на черно поле d8 · черен кон на бяло поле e8 · бял цар на черно поле e7 · черна пешка на бяло поле a6 · черен цар на черно поле a5 · черен офицер на бяло поле b5 · черен кон на черно поле g5 · черна пешка на бяло поле g4 · бяла пешка на черно поле a3 · бяла пешка на бяло поле b3 · черна пешка на черно поле d2 · черна пешка на бяло поле e2 · черна пешка на черно поле f2 · бяла дама на бяло поле b1 | бял топ на черно поле b8 · бял топ на черно поле d8 · черен кон на бяло поле e8 · бял цар на черно поле e7 · черна пешка на бяло поле a6 · черен цар на черно поле a5 · черен офицер на бяло поле b5 · черен кон на черно поле g5 · черна пешка на бяло поле g4 · бяла пешка на черно поле a3 · бяла пешка на бяло поле b3 · черна пешка на черно поле d2 · черна пешка на бяло поле e2 · черна пешка на черно поле f2 · бяла дама на бяло поле b1 | бял топ на черно поле b8 · бял топ на черно поле d8 · черен кон на бяло поле e8 · бял цар на черно поле e7 · черна пешка на бяло поле a6 · черен цар на черно поле a5 · черен офицер на бяло поле b5 · черен кон на черно поле g5 · черна пешка на бяло поле g4 · бяла пешка на черно поле a3 · бяла пешка на бяло поле b3 · черна пешка на черно поле d2 · черна пешка на бяло поле e2 · черна пешка на черно поле f2 · бяла дама на бяло поле b1 | бял топ на черно поле b8 · бял топ на черно поле d8 · черен кон на бяло поле e8 · бял цар на черно поле e7 · черна пешка на бяло поле a6 · черен цар на черно поле a5 · черен офицер на бяло поле b5 · черен кон на черно поле g5 · черна пешка на бяло поле g4 · бяла пешка на черно поле a3 · бяла пешка на бяло поле b3 · черна пешка на черно поле d2 · черна пешка на бяло поле e2 · черна пешка на черно поле f2 · бяла дама на бяло поле b1 | бял топ на черно поле b8 · бял топ на черно поле d8 · черен кон на бяло поле e8 · бял цар на черно поле e7 · черна пешка на бяло поле a6 · черен цар на черно поле a5 · черен офицер на бяло поле b5 · черен кон на черно поле g5 · черна пешка на бяло поле g4 · бяла пешка на черно поле a3 · бяла пешка на бяло поле b3 · черна пешка на черно поле d2 · черна пешка на бяло поле e2 · черна пешка на черно поле f2 · бяла дама на бяло поле b1 | бял топ на черно поле b8 · бял топ на черно поле d8 · черен кон на бяло поле e8 · бял цар на черно поле e7 · черна пешка на бяло поле a6 · черен цар на черно поле a5 · черен офицер на бяло поле b5 · черен кон на черно поле g5 · черна пешка на бяло поле g4 · бяла пешка на черно поле a3 · бяла пешка на бяло поле b3 · черна пешка на черно поле d2 · черна пешка на бяло поле e2 · черна пешка на черно поле f2 · бяла дама на бяло поле b1 | бял топ на черно поле b8 · бял топ на черно поле d8 · черен кон на бяло поле e8 · бял цар на черно поле e7 · черна пешка на бяло поле a6 · черен цар на черно поле a5 · черен офицер на бяло поле b5 · черен кон на черно поле g5 · черна пешка на бяло поле g4 · бяла пешка на черно поле a3 · бяла пешка на бяло поле b3 · черна пешка на черно поле d2 · черна пешка на бяло поле e2 · черна пешка на черно поле f2 · бяла дама на бяло поле b1 | 5 |
| 4 | бял топ на черно поле b8 · бял топ на черно поле d8 · черен кон на бяло поле e8 · бял цар на черно поле e7 · черна пешка на бяло поле a6 · черен цар на черно поле a5 · черен офицер на бяло поле b5 · черен кон на черно поле g5 · черна пешка на бяло поле g4 · бяла пешка на черно поле a3 · бяла пешка на бяло поле b3 · черна пешка на черно поле d2 · черна пешка на бяло поле e2 · черна пешка на черно поле f2 · бяла дама на бяло поле b1 | бял топ на черно поле b8 · бял топ на черно поле d8 · черен кон на бяло поле e8 · бял цар на черно поле e7 · черна пешка на бяло поле a6 · черен цар на черно поле a5 · черен офицер на бяло поле b5 · черен кон на черно поле g5 · черна пешка на бяло поле g4 · бяла пешка на черно поле a3 · бяла пешка на бяло поле b3 · черна пешка на черно поле d2 · черна пешка на бяло поле e2 · черна пешка на черно поле f2 · бяла дама на бяло поле b1 | бял топ на черно поле b8 · бял топ на черно поле d8 · черен кон на бяло поле e8 · бял цар на черно поле e7 · черна пешка на бяло поле a6 · черен цар на черно поле a5 · черен офицер на бяло поле b5 · черен кон на черно поле g5 · черна пешка на бяло поле g4 · бяла пешка на черно поле a3 · бяла пешка на бяло поле b3 · черна пешка на черно поле d2 · черна пешка на бяло поле e2 · черна пешка на черно поле f2 · бяла дама на бяло поле b1 | бял топ на черно поле b8 · бял топ на черно поле d8 · черен кон на бяло поле e8 · бял цар на черно поле e7 · черна пешка на бяло поле a6 · черен цар на черно поле a5 · черен офицер на бяло поле b5 · черен кон на черно поле g5 · черна пешка на бяло поле g4 · бяла пешка на черно поле a3 · бяла пешка на бяло поле b3 · черна пешка на черно поле d2 · черна пешка на бяло поле e2 · черна пешка на черно поле f2 · бяла дама на бяло поле b1 | бял топ на черно поле b8 · бял топ на черно поле d8 · черен кон на бяло поле e8 · бял цар на черно поле e7 · черна пешка на бяло поле a6 · черен цар на черно поле a5 · черен офицер на бяло поле b5 · черен кон на черно поле g5 · черна пешка на бяло поле g4 · бяла пешка на черно поле a3 · бяла пешка на бяло поле b3 · черна пешка на черно поле d2 · черна пешка на бяло поле e2 · черна пешка на черно поле f2 · бяла дама на бяло поле b1 | бял топ на черно поле b8 · бял топ на черно поле d8 · черен кон на бяло поле e8 · бял цар на черно поле e7 · черна пешка на бяло поле a6 · черен цар на черно поле a5 · черен офицер на бяло поле b5 · черен кон на черно поле g5 · черна пешка на бяло поле g4 · бяла пешка на черно поле a3 · бяла пешка на бяло поле b3 · черна пешка на черно поле d2 · черна пешка на бяло поле e2 · черна пешка на черно поле f2 · бяла дама на бяло поле b1 | бял топ на черно поле b8 · бял топ на черно поле d8 · черен кон на бяло поле e8 · бял цар на черно поле e7 · черна пешка на бяло поле a6 · черен цар на черно поле a5 · черен офицер на бяло поле b5 · черен кон на черно поле g5 · черна пешка на бяло поле g4 · бяла пешка на черно поле a3 · бяла пешка на бяло поле b3 · черна пешка на черно поле d2 · черна пешка на бяло поле e2 · черна пешка на черно поле f2 · бяла дама на бяло поле b1 | бял топ на черно поле b8 · бял топ на черно поле d8 · черен кон на бяло поле e8 · бял цар на черно поле e7 · черна пешка на бяло поле a6 · черен цар на черно поле a5 · черен офицер на бяло поле b5 · черен кон на черно поле g5 · черна пешка на бяло поле g4 · бяла пешка на черно поле a3 · бяла пешка на бяло поле b3 · черна пешка на черно поле d2 · черна пешка на бяло поле e2 · черна пешка на черно поле f2 · бяла дама на бяло поле b1 | 4 |
| 3 | бял топ на черно поле b8 · бял топ на черно поле d8 · черен кон на бяло поле e8 · бял цар на черно поле e7 · черна пешка на бяло поле a6 · черен цар на черно поле a5 · черен офицер на бяло поле b5 · черен кон на черно поле g5 · черна пешка на бяло поле g4 · бяла пешка на черно поле a3 · бяла пешка на бяло поле b3 · черна пешка на черно поле d2 · черна пешка на бяло поле e2 · черна пешка на черно поле f2 · бяла дама на бяло поле b1 | бял топ на черно поле b8 · бял топ на черно поле d8 · черен кон на бяло поле e8 · бял цар на черно поле e7 · черна пешка на бяло поле a6 · черен цар на черно поле a5 · черен офицер на бяло поле b5 · черен кон на черно поле g5 · черна пешка на бяло поле g4 · бяла пешка на черно поле a3 · бяла пешка на бяло поле b3 · черна пешка на черно поле d2 · черна пешка на бяло поле e2 · черна пешка на черно поле f2 · бяла дама на бяло поле b1 | бял топ на черно поле b8 · бял топ на черно поле d8 · черен кон на бяло поле e8 · бял цар на черно поле e7 · черна пешка на бяло поле a6 · черен цар на черно поле a5 · черен офицер на бяло поле b5 · черен кон на черно поле g5 · черна пешка на бяло поле g4 · бяла пешка на черно поле a3 · бяла пешка на бяло поле b3 · черна пешка на черно поле d2 · черна пешка на бяло поле e2 · черна пешка на черно поле f2 · бяла дама на бяло поле b1 | бял топ на черно поле b8 · бял топ на черно поле d8 · черен кон на бяло поле e8 · бял цар на черно поле e7 · черна пешка на бяло поле a6 · черен цар на черно поле a5 · черен офицер на бяло поле b5 · черен кон на черно поле g5 · черна пешка на бяло поле g4 · бяла пешка на черно поле a3 · бяла пешка на бяло поле b3 · черна пешка на черно поле d2 · черна пешка на бяло поле e2 · черна пешка на черно поле f2 · бяла дама на бяло поле b1 | бял топ на черно поле b8 · бял топ на черно поле d8 · черен кон на бяло поле e8 · бял цар на черно поле e7 · черна пешка на бяло поле a6 · черен цар на черно поле a5 · черен офицер на бяло поле b5 · черен кон на черно поле g5 · черна пешка на бяло поле g4 · бяла пешка на черно поле a3 · бяла пешка на бяло поле b3 · черна пешка на черно поле d2 · черна пешка на бяло поле e2 · черна пешка на черно поле f2 · бяла дама на бяло поле b1 | бял топ на черно поле b8 · бял топ на черно поле d8 · черен кон на бяло поле e8 · бял цар на черно поле e7 · черна пешка на бяло поле a6 · черен цар на черно поле a5 · черен офицер на бяло поле b5 · черен кон на черно поле g5 · черна пешка на бяло поле g4 · бяла пешка на черно поле a3 · бяла пешка на бяло поле b3 · черна пешка на черно поле d2 · черна пешка на бяло поле e2 · черна пешка на черно поле f2 · бяла дама на бяло поле b1 | бял топ на черно поле b8 · бял топ на черно поле d8 · черен кон на бяло поле e8 · бял цар на черно поле e7 · черна пешка на бяло поле a6 · черен цар на черно поле a5 · черен офицер на бяло поле b5 · черен кон на черно поле g5 · черна пешка на бяло поле g4 · бяла пешка на черно поле a3 · бяла пешка на бяло поле b3 · черна пешка на черно поле d2 · черна пешка на бяло поле e2 · черна пешка на черно поле f2 · бяла дама на бяло поле b1 | бял топ на черно поле b8 · бял топ на черно поле d8 · черен кон на бяло поле e8 · бял цар на черно поле e7 · черна пешка на бяло поле a6 · черен цар на черно поле a5 · черен офицер на бяло поле b5 · черен кон на черно поле g5 · черна пешка на бяло поле g4 · бяла пешка на черно поле a3 · бяла пешка на бяло поле b3 · черна пешка на черно поле d2 · черна пешка на бяло поле e2 · черна пешка на черно поле f2 · бяла дама на бяло поле b1 | 3 |
| 2 | бял топ на черно поле b8 · бял топ на черно поле d8 · черен кон на бяло поле e8 · бял цар на черно поле e7 · черна пешка на бяло поле a6 · черен цар на черно поле a5 · черен офицер на бяло поле b5 · черен кон на черно поле g5 · черна пешка на бяло поле g4 · бяла пешка на черно поле a3 · бяла пешка на бяло поле b3 · черна пешка на черно поле d2 · черна пешка на бяло поле e2 · черна пешка на черно поле f2 · бяла дама на бяло поле b1 | бял топ на черно поле b8 · бял топ на черно поле d8 · черен кон на бяло поле e8 · бял цар на черно поле e7 · черна пешка на бяло поле a6 · черен цар на черно поле a5 · черен офицер на бяло поле b5 · черен кон на черно поле g5 · черна пешка на бяло поле g4 · бяла пешка на черно поле a3 · бяла пешка на бяло поле b3 · черна пешка на черно поле d2 · черна пешка на бяло поле e2 · черна пешка на черно поле f2 · бяла дама на бяло поле b1 | бял топ на черно поле b8 · бял топ на черно поле d8 · черен кон на бяло поле e8 · бял цар на черно поле e7 · черна пешка на бяло поле a6 · черен цар на черно поле a5 · черен офицер на бяло поле b5 · черен кон на черно поле g5 · черна пешка на бяло поле g4 · бяла пешка на черно поле a3 · бяла пешка на бяло поле b3 · черна пешка на черно поле d2 · черна пешка на бяло поле e2 · черна пешка на черно поле f2 · бяла дама на бяло поле b1 | бял топ на черно поле b8 · бял топ на черно поле d8 · черен кон на бяло поле e8 · бял цар на черно поле e7 · черна пешка на бяло поле a6 · черен цар на черно поле a5 · черен офицер на бяло поле b5 · черен кон на черно поле g5 · черна пешка на бяло поле g4 · бяла пешка на черно поле a3 · бяла пешка на бяло поле b3 · черна пешка на черно поле d2 · черна пешка на бяло поле e2 · черна пешка на черно поле f2 · бяла дама на бяло поле b1 | бял топ на черно поле b8 · бял топ на черно поле d8 · черен кон на бяло поле e8 · бял цар на черно поле e7 · черна пешка на бяло поле a6 · черен цар на черно поле a5 · черен офицер на бяло поле b5 · черен кон на черно поле g5 · черна пешка на бяло поле g4 · бяла пешка на черно поле a3 · бяла пешка на бяло поле b3 · черна пешка на черно поле d2 · черна пешка на бяло поле e2 · черна пешка на черно поле f2 · бяла дама на бяло поле b1 | бял топ на черно поле b8 · бял топ на черно поле d8 · черен кон на бяло поле e8 · бял цар на черно поле e7 · черна пешка на бяло поле a6 · черен цар на черно поле a5 · черен офицер на бяло поле b5 · черен кон на черно поле g5 · черна пешка на бяло поле g4 · бяла пешка на черно поле a3 · бяла пешка на бяло поле b3 · черна пешка на черно поле d2 · черна пешка на бяло поле e2 · черна пешка на черно поле f2 · бяла дама на бяло поле b1 | бял топ на черно поле b8 · бял топ на черно поле d8 · черен кон на бяло поле e8 · бял цар на черно поле e7 · черна пешка на бяло поле a6 · черен цар на черно поле a5 · черен офицер на бяло поле b5 · черен кон на черно поле g5 · черна пешка на бяло поле g4 · бяла пешка на черно поле a3 · бяла пешка на бяло поле b3 · черна пешка на черно поле d2 · черна пешка на бяло поле e2 · черна пешка на черно поле f2 · бяла дама на бяло поле b1 | бял топ на черно поле b8 · бял топ на черно поле d8 · черен кон на бяло поле e8 · бял цар на черно поле e7 · черна пешка на бяло поле a6 · черен цар на черно поле a5 · черен офицер на бяло поле b5 · черен кон на черно поле g5 · черна пешка на бяло поле g4 · бяла пешка на черно поле a3 · бяла пешка на бяло поле b3 · черна пешка на черно поле d2 · черна пешка на бяло поле e2 · черна пешка на черно поле f2 · бяла дама на бяло поле b1 | 2 |
| 1 | бял топ на черно поле b8 · бял топ на черно поле d8 · черен кон на бяло поле e8 · бял цар на черно поле e7 · черна пешка на бяло поле a6 · черен цар на черно поле a5 · черен офицер на бяло поле b5 · черен кон на черно поле g5 · черна пешка на бяло поле g4 · бяла пешка на черно поле a3 · бяла пешка на бяло поле b3 · черна пешка на черно поле d2 · черна пешка на бяло поле e2 · черна пешка на черно поле f2 · бяла дама на бяло поле b1 | бял топ на черно поле b8 · бял топ на черно поле d8 · черен кон на бяло поле e8 · бял цар на черно поле e7 · черна пешка на бяло поле a6 · черен цар на черно поле a5 · черен офицер на бяло поле b5 · черен кон на черно поле g5 · черна пешка на бяло поле g4 · бяла пешка на черно поле a3 · бяла пешка на бяло поле b3 · черна пешка на черно поле d2 · черна пешка на бяло поле e2 · черна пешка на черно поле f2 · бяла дама на бяло поле b1 | бял топ на черно поле b8 · бял топ на черно поле d8 · черен кон на бяло поле e8 · бял цар на черно поле e7 · черна пешка на бяло поле a6 · черен цар на черно поле a5 · черен офицер на бяло поле b5 · черен кон на черно поле g5 · черна пешка на бяло поле g4 · бяла пешка на черно поле a3 · бяла пешка на бяло поле b3 · черна пешка на черно поле d2 · черна пешка на бяло поле e2 · черна пешка на черно поле f2 · бяла дама на бяло поле b1 | бял топ на черно поле b8 · бял топ на черно поле d8 · черен кон на бяло поле e8 · бял цар на черно поле e7 · черна пешка на бяло поле a6 · черен цар на черно поле a5 · черен офицер на бяло поле b5 · черен кон на черно поле g5 · черна пешка на бяло поле g4 · бяла пешка на черно поле a3 · бяла пешка на бяло поле b3 · черна пешка на черно поле d2 · черна пешка на бяло поле e2 · черна пешка на черно поле f2 · бяла дама на бяло поле b1 | бял топ на черно поле b8 · бял топ на черно поле d8 · черен кон на бяло поле e8 · бял цар на черно поле e7 · черна пешка на бяло поле a6 · черен цар на черно поле a5 · черен офицер на бяло поле b5 · черен кон на черно поле g5 · черна пешка на бяло поле g4 · бяла пешка на черно поле a3 · бяла пешка на бяло поле b3 · черна пешка на черно поле d2 · черна пешка на бяло поле e2 · черна пешка на черно поле f2 · бяла дама на бяло поле b1 | бял топ на черно поле b8 · бял топ на черно поле d8 · черен кон на бяло поле e8 · бял цар на черно поле e7 · черна пешка на бяло поле a6 · черен цар на черно поле a5 · черен офицер на бяло поле b5 · черен кон на черно поле g5 · черна пешка на бяло поле g4 · бяла пешка на черно поле a3 · бяла пешка на бяло поле b3 · черна пешка на черно поле d2 · черна пешка на бяло поле e2 · черна пешка на черно поле f2 · бяла дама на бяло поле b1 | бял топ на черно поле b8 · бял топ на черно поле d8 · черен кон на бяло поле e8 · бял цар на черно поле e7 · черна пешка на бяло поле a6 · черен цар на черно поле a5 · черен офицер на бяло поле b5 · черен кон на черно поле g5 · черна пешка на бяло поле g4 · бяла пешка на черно поле a3 · бяла пешка на бяло поле b3 · черна пешка на черно поле d2 · черна пешка на бяло поле e2 · черна пешка на черно поле f2 · бяла дама на бяло поле b1 | бял топ на черно поле b8 · бял топ на черно поле d8 · черен кон на бяло поле e8 · бял цар на черно поле e7 · черна пешка на бяло поле a6 · черен цар на черно поле a5 · черен офицер на бяло поле b5 · черен кон на черно поле g5 · черна пешка на бяло поле g4 · бяла пешка на черно поле a3 · бяла пешка на бяло поле b3 · черна пешка на черно поле d2 · черна пешка на бяло поле e2 · черна пешка на черно поле f2 · бяла дама на бяло поле b1 | 1 |
|   | a | b | c | d | e | f | g | h |   |

Диаграма 1
1. Oh5!! Ц:h5; 2. Цg7 h6;
 3. Цf6 Цh4; 4. Цg6 Мат!

Диаграма 2
Ефектен ключов ход 1. Дb1-e1!!.
 На 1. ... d2:e1Д или 1. ... f2:e1Д следва 2. Td8-d4 f2-f1Д;
 3. Td4-a4+ Оb5:a4; 
4. b3-b4+ Де1:b4;
 5. a3:b4 Мат!